# Mayuto Correa
Mailto „Mayuto“ Correa (* 9. März 1943 in São Gonçalo) ist ein brasilianischer Musiker (Perkussion, Gitarre, Komposition) der Música Popular Brasileira und des Modern Jazz, der in seiner Jugend auch als Fußballer aktiv war.

## Leben und Wirken
Correa begann schon im Alter von drei Jahren zu trommeln; bereits 1955 im Alter von zwölf Jahren spielte er in der Big Band Rapazes da Alvorada. Mit 14 Jahren gründete er das Ensemble Samba Show mit Musikern aus der Nachbarstadt Niterói, mit dem er einige Aufnahme für CBS machen konnte. Er spielte zudem Fußball bei Flamengo und in der Jugendauswahl der Nationalmannschaft. In den 1960er Jahren wurde er künstlerischer Leiter an der Pontifícia Universidade Católica do Rio de Janeiro, um dort Theaterstücke zu inszenieren. Weiterhin arbeitete er als musikalischer Leiter in den Gruppen von Maria Bethânia, Elza Soares und Eliana Pittman. Auch trat er mit Paulo Moura, Milton Nascimento, Cauby Peixoto, Jorge Benjor, Egberto Gismonti, Jair Rodrigues, Altamiro Carrilho und  Roberto Carlos auf.
1969 migrierte er nach Mexiko, wo er 1970 mit der brasilianischen Bossa-Nova-Band Tamba 4 arbeitete, bevor er in die USA zog. In den frühen 1970er Jahren etablierte er sich als Studiomusiker in Los Angeles, wo er an hunderten von Alben beteiligt war. So arbeitete er mit Charles Lloyd (Waves), Hugh Masekela, Cannonball Adderley und Freddie Hubbard, später mit Gato Barbieri (Chapter Two), Gábor Szabó, Cal Tjader, Charlie Byrd, Donald Byrd (Stepping into Tomorrow) und Kenny Burrell. Auch ging er mit Santana auf Tournee.
Er schrieb Songs wie „Oasis“ und die Filmmusik für den Dokumentarfilm Homeboys (1979). Später leitete er eigene Bands wie Mayuto & Genuises 2000, Mayuto & the Dream Team Big Band oder Mayuto & Samba Pack. Weiter war er als Schauspieler in Nebenrollen tätig.

## Lexikalische Einträge
- Leonard Feather, Ira Gitler: The Biographical Encyclopedia of Jazz. Oxford University Press, New York 1999, ISBN 0-19-532000-X.
- Dicionário Cravo Albin da Música Popular Brasileira